# Giovanni Serodine

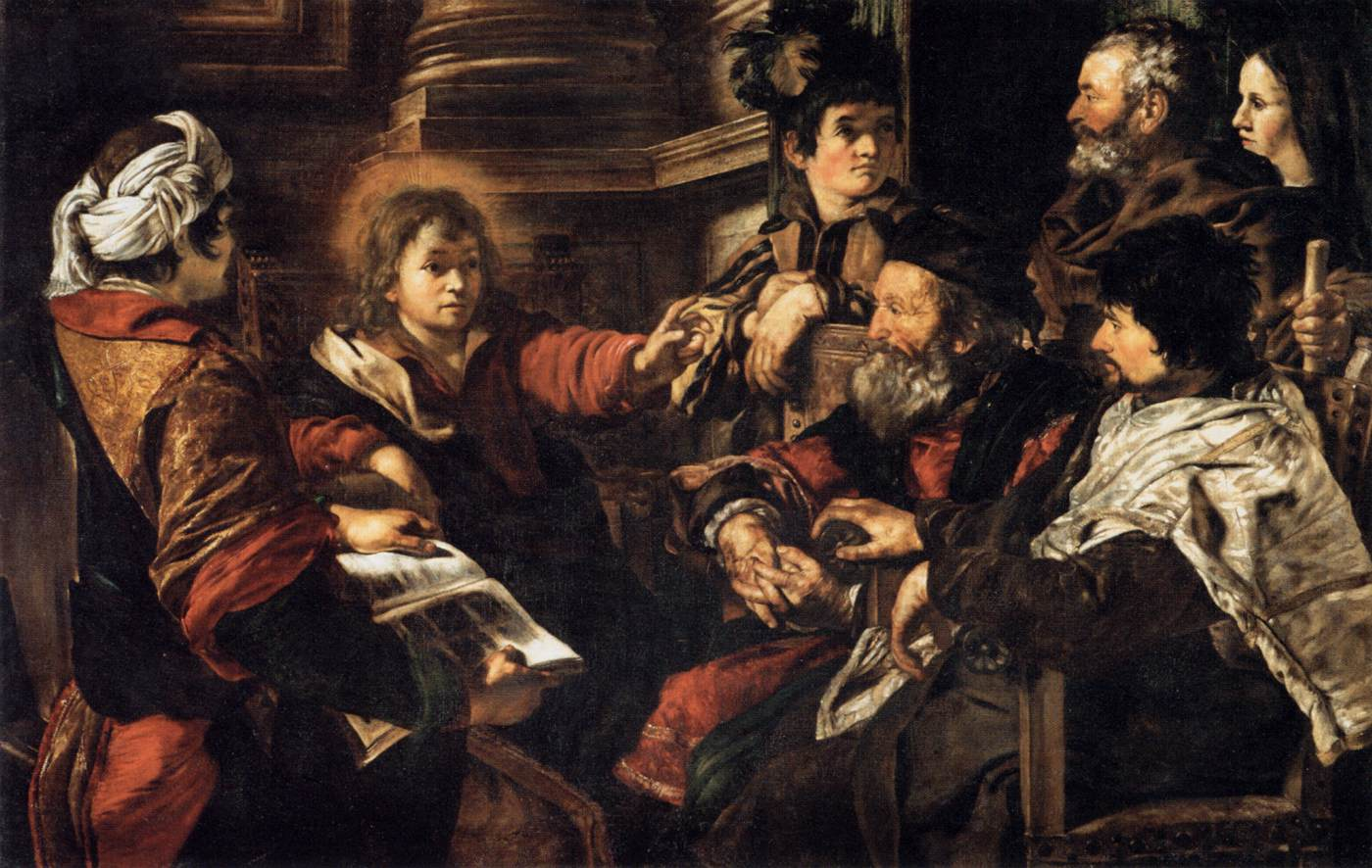
Cristo entre los doctores.

Giovanni Serodine (Ascona, c. 1600-Roma, 10 de junio de 1631), pintor del Barroco, cercano al movimiento caravaggista.

## Biografía

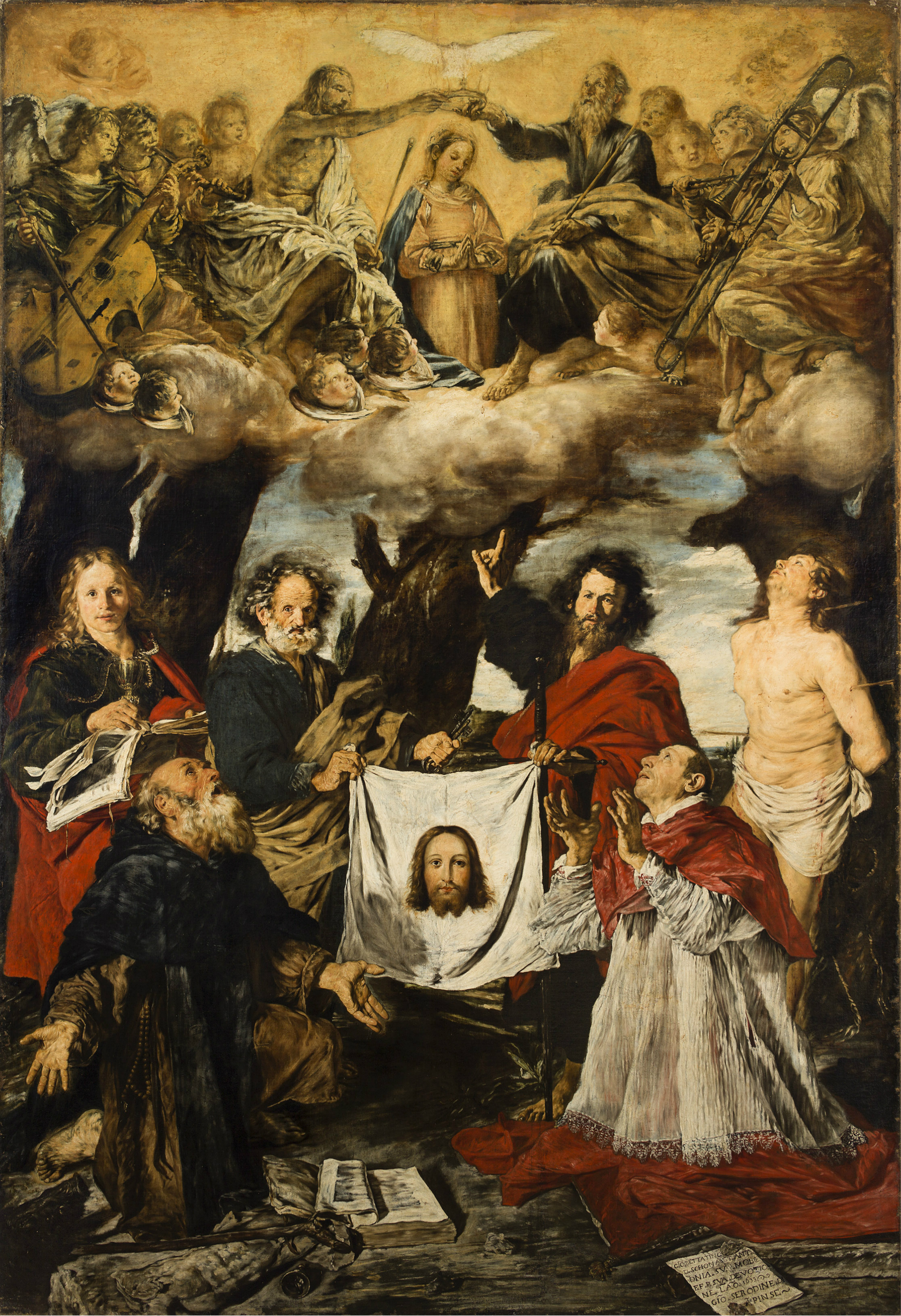
Coronación de la Virgen.

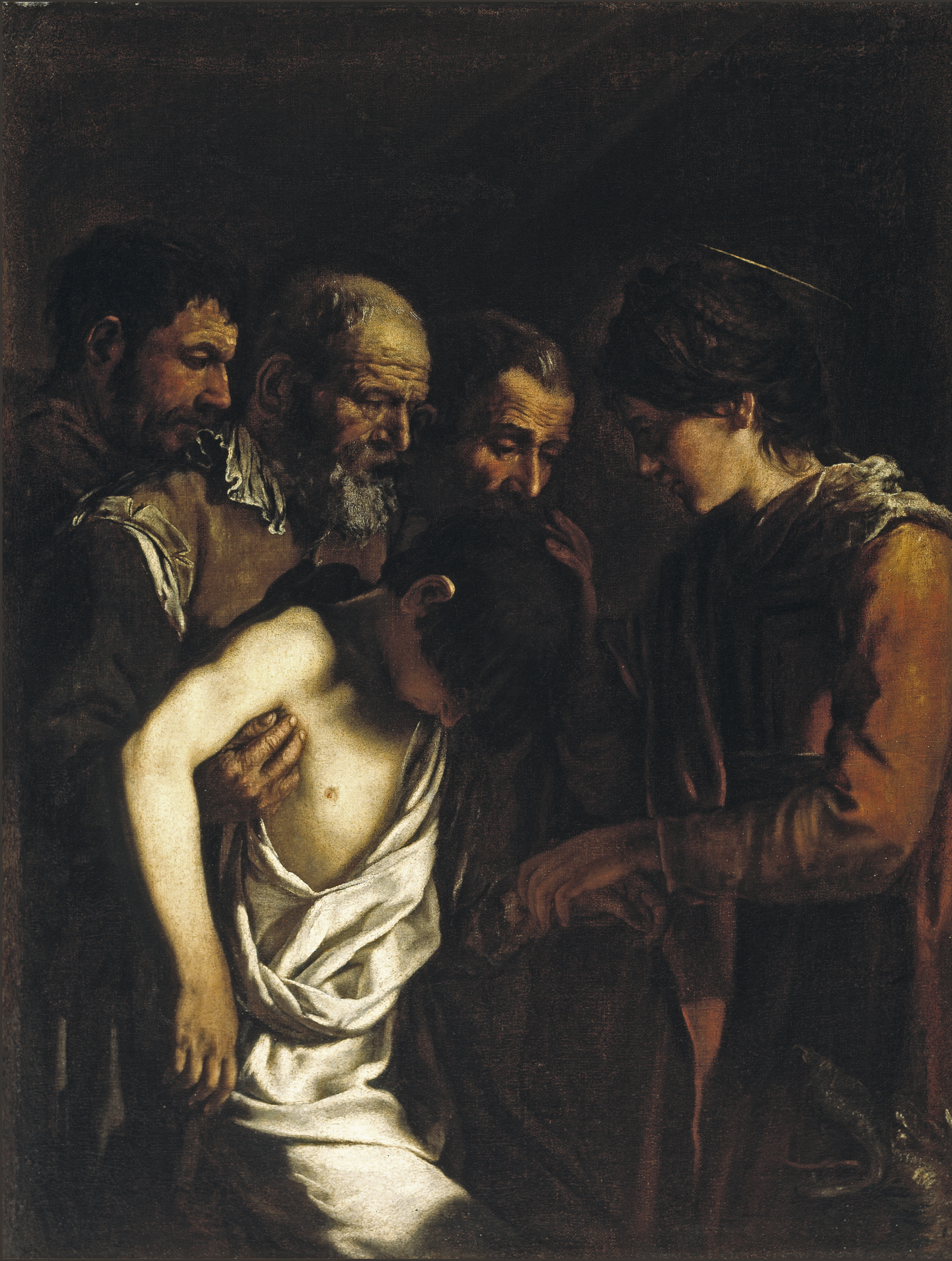
Santa Margarita resucita a un muchacho.

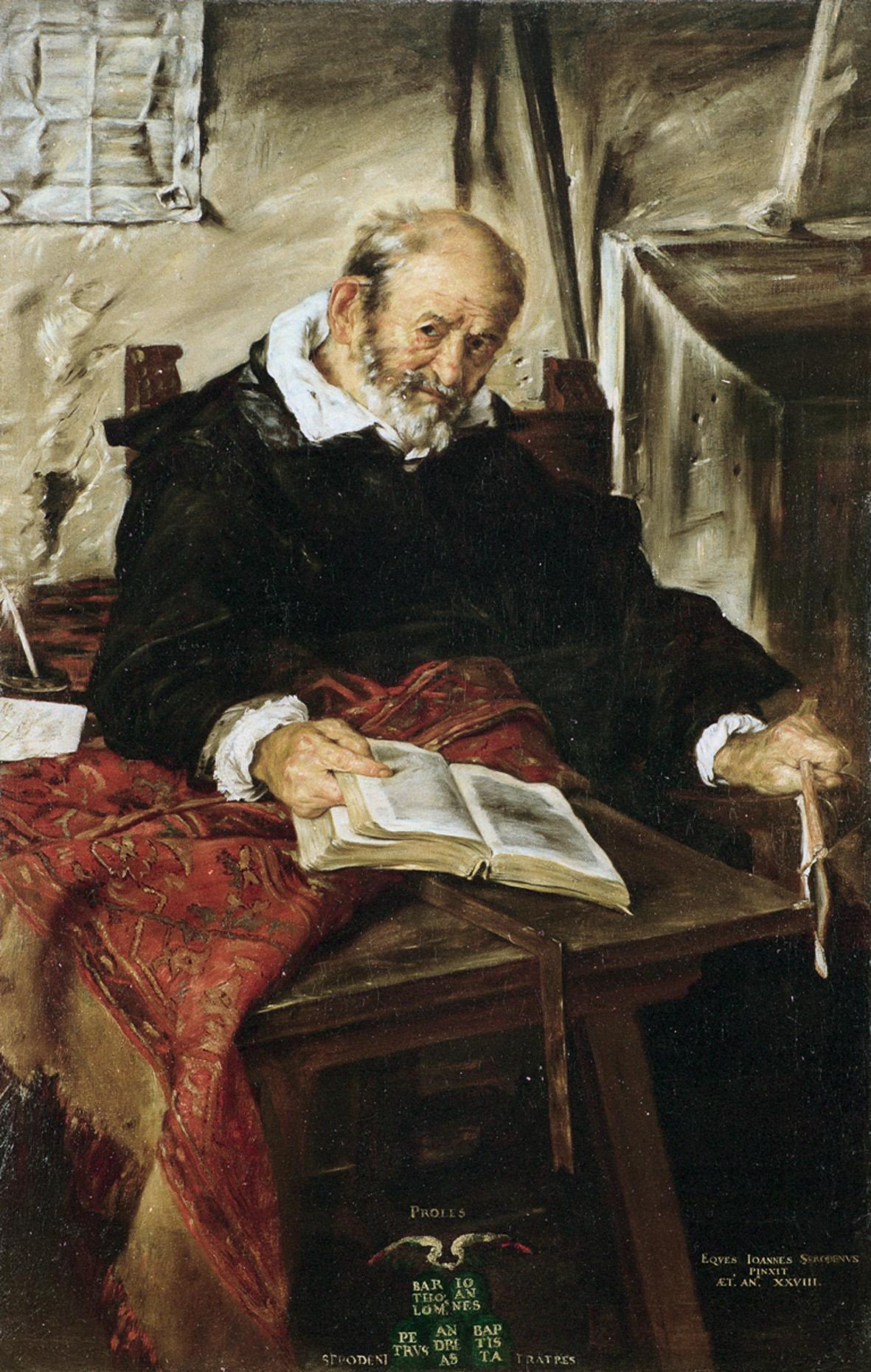
Retrato del padre del artista.

Parece que nació en Ascona, en el cantón suizo de Ticino, en una familia de artistas de origen lombardo. Se formó como estuquista en el taller familiar, y ya en 1622 está documentada su presencia en Roma. Junto a su hermano mayor Giovanni Battista, escultor y estucador, parece que realizó las decoraciones al fresco de ciertas estancias del Palazzo Borghese (1623), ahora perdidas.
Sus primeras obras documentadas están muy cerca del estilo más típicamente tenebrista (Santa Margarita resucita a un muchacho, Museo del Prado). Sin embargo, con el tiempo su paleta se aclarará, alcanzando una gran brillantez cromática, lo que le hará un caso aparte entre los artistas de su entorno.
La carrera de Giovanni fue muy breve, debido a su temprano fallecimiento. Según Baglione, no consiguió hacerse con demasiadas amistades en Roma, ni con la protección de alguno de los grandes mecenas de la ciudad. Sin embargo, Ascanio Mattei, miembro de una de las familias más ricas de la ciudad, le encargó una serie de lienzos (Cristo entre los doctores, Limosna de San Lorenzo, San Pedro y San Pablo son conducidos al martirio).

## Valoración
El estilo de Serodine es una versión muy personal del lenguaje de Caravaggio. Sus obras están dotadas de una gran monumentalidad y dramatismo, aderezadas con una paleta de colores brillante. Este último rasgo le aleja de Caravaggio, sobre todo en su última época, en la que parece buscar nuevos horizontes para su pintura, con una técnica suelta y muy libre, casi impresionista, que recuerda la obra de artistas como Johann Liss, Domenico Fetti o incluso Bernardo Strozzi. La muerte le impidió concretar las grandes promesas que su talento auguraba. Hoy en día se le considera el más original de los pintores de la primera generación cavavaggesca.

## Obras destacadas
- Santa Margarita resucita a un muchacho (c, 1620, Museo del Prado, Madrid)
- Cena de Emaús (1623, Iglesia parroquial, Ascona)
- Vocación de los hijos de Zebedeo (1623, Iglesia parroquial, Ascona)
- Decoración al estuco de Santa Maria della Concezione (1624, Spoleto)
- Limosna de San Lorenzo (Museo dell'Abbazia, Casamari)
- El fumador. Alegoría de la fugacidad (1625, Rijksmuseum, Ámsterdam)
- Cristo entre los doctores (1625, Museo del Louvre, París)
- San Pedro y San Pablo son conducidos al martirio (1625, Galleria Nazionale d'Arte Antica, Roma)
- Tributo de la moneda (1625, National Gallery of Scotland, Edimburgo)
- Decoración al fresco de la Cappella delle Stimmate (San Francesco, Matelica)
- Retrato del padre del artista (1628, Museo Civico, Lugano)
- San Pedro en prisión (1628, Pinacoteca Züst, Rancate)
- Coronación de la Virgen (Iglesia parroquial, Ascona)